# Charles Beaucourt
Charles Beaucourt (Brugge, 24 juli 1773 - Oostkamp, 31 augustus 1846) was burgemeester van Oostkamp en notaris.

## Levensloop
Charles Jacques Joseph Beaucourt stamde uit een familie van notabele Bruggelingen die zich graag in adellijke middens bewogen. Zijn grootvader was Patrice Beaucourt de Noortvelde (1720-1795), die verschillende historische werken schreef over Brugse onderwerpen en beroepshalve ontvanger van de Tol was. Zijn vader was advocaat Patrice-Mathieu Beaucourt de Noordvelde (1746-1784), die heel fier was iemand uit de familie Breydel te hebben getrouwd, Isabelle Breydel (1751-1782). Eigenaar geworden van het leen en domein Noordvelde in Sint-Andries kwam Patrice-Mathieu in geldnood en het domein werd nog voor zijn vroegtijdige dood publiek verkocht.
Charles sloot zich aan bij de nieuwe gedachten van de revolutie. Hij werd op 17 juli 1798 benoemd tot notaris in Oostkamp en op 5 april 1800 in Beernem. Hij oefende het ambt uit tot aan zijn dood en ondertekende voor het laatst een akte op 17 juli 1846. Hij maakte van de gelegenheden gebruik die zich aanboden om heel wat genationaliseerde goederen aan te kopen en behoorlijk rijk te worden. Hij bleef vrijgezel.
Beaucourt werd in 1808 ingewijd in de Brugse vrijmetselaarsloge La Réunion des Amis du Nord. In 1825 was hij nog steeds als meester op de logetabel ingeschreven.

## Burgemeester van Oostkamp en Waardamme
In 1800 werd Beaucourt in Oostkamp de tweede adjunct onder burgemeester Pieter Madou. Toen deze in 1804 overleed, werd Beaucourt dienstdoende burgemeester en op 21 mei 1804 werd hij tot burgemeester benoemd. Hij bleef dit tot in 1814 en werd toen opgevolgd door Balthazar van den Bogaerde.
In 1830 werd hij burgemeester van Waardamme. Deze gemeente was gedurende een aantal jaren onder de voogdij geplaatst van de burgemeester en het bestuur van Oostkamp en werd toen weer zelfstandig.